# Andrea Pellegrino
Andrea Pellegrino (Bisceglie, 23 marzo 1997) è un tennista italiano.
Ha vinto un torneo in doppio nel circuito maggiore al Chile Open 2023 e alcuni altri nell'ATP Challenger Tour in entrambe le specialità. I suoi migliori ranking ATP sono il 128º posto in singolare nel luglio 2025 e l'81° in doppio nel gennaio 2024.

## Carriera

### 2013-2020: primi titoli Challenger
Le sue prime apparizioni tra i professionisti risalgono al 2013 e 2014, poi dal 2015 gioca con continuità, soprattutto nel circuito ITF Futures. Nell'ottobre 2015 alza il primo trofeo da professionista vincendo in coppia con Matteo Berrettini il torneo di doppio al Futures Italy F30 battendo in finale Filippo Baldi / Gianluca Naso. Nel maggio 2016 vince il secondo Futures in doppio e a luglio si aggiudica il primo titolo in singolare all'Italy F20, con il successo in finale su Davide Galoppini per 6-4, 1-6, 6-4. Quell'anno vince un altro Futures in singolare e due in doppio e l'anno successivo due in singolare e uno in doppio. Nel 2017 fa inoltre la sua prima esperienza nel circuito maggiore agli Internazionali d'Italia, e viene eliminato al primo turno nelle qualificazioni.
Nel giugno 2018 vince il primo titolo Challenger in doppio al torneo Città di Caltanissetta, dove in coppia con Federico Gaio sconfigge in finale Blaž Rola / Jiří Veselý per 7-6, 7-6. La settimana successiva vince il doppio anche al Challenger dell'Aquila, questa volta assieme a Filippo Baldi. Nel 2019 vince altri due tornei Challenger in doppio a Chennai e a Parma. A inizio 2020 vince il suo quinto titolo Challenger in doppio a Nouméa in coppia con Mario Vilella Martínez. A ottobre supera per la prima volta le qualificazioni in un torneo dell'ATP Tour al Forte Village Sardegna Open e accede al secondo turno per il ritiro del nº 70 del mondo Stefano Travaglia nell'incontro che Pellegrino conduceva per 3-0 al terzo set.

### 2021-2022: 136º nel ranking in singolare
Nell'aprile 2021 vince il primo titolo Challenger in singolare sconfiggendo Hugo Gaston con il punteggio di 3-6, 6-2, 6-1 nella finale del torneo Roma Open I. A maggio vince per la prima volta un incontro del circuito maggiore in doppio a Cagliari, e in coppia con Giulio Zeppieri viene eliminato nei quarti di finale. A fine mese entra per la prima volta nel tabellone di qualificazione in un torneo del Grande Slam al Roland Garros e viene eliminato al secondo incontro. Nel maggio dell'anno successivo si aggiudica il secondo titolo Challenger in singolare agli Internazionali Città di Vicenza, battendo nell'incontro decisivo Andrea Collarini per 6-1, 6-4, successo con cui porta il best ranking alla 187ª posizione mondiale. Nel periodo successivo raccoglie discreti risultati nei tornei Challenger, a settembre raggiunge la finale al Challenger 125 di Genova, persa contro Thiago Monteiro, e a fine torneo sale alla 136ª posizione mondiale.

### 2023: primo titolo ATP in doppio, un titolo Challenger 125 in singolare
Nella prima parte del 2023 non riesce a replicare i buoni risultati in singolare della stagione precedente e scivola oltre la 250° posizione del ranking. A luglio raggiunge la finale nel Challenger di San Marino perdendola contro Munar. A settembre vince il suo primo Challenger 125 in carriera a Bad Waltersdorf superando in finale Novak in tre set.
Disputa la terza finale in stagione a Santa Fe e viene battuto in tre set da Mariano Navone. A marzo conquista il suo primo titolo ATP in doppio in coppia con Andrea Vavassori a Santiago del Cile Nei tornei Challenger si afferma a Verona (con Gaio) e, di nuovo con Vavassori, a Valencia, mentre perde le finali di Roseto degli Abruzzi e Trieste, rispettivamente in coppia con Jacopo Berrettini e Marco Bortolotti.

### 2024: 81ª posizione mondiale in doppio e discesa in entrambi i ranking
In apertura di stagione registra il suo miglior ranking di doppio toccando l'81ª posizione, fa inoltre la sua prima apparizione in una prova del Grande Slam giocando con Matteo Arnaldi agli Australian Open e vengono sconfitti da Cornea e Balaji. In singolare approda al tabellone principale del 250 di Bastad come lucky loser perdendo poi al primo turno contro Borges. A settembre, nonostante la finale raggiunta in singolare al Challenger di Stettino, esce dalla top 200 e chiude la stagione al 262º posto. Dirada le presenze in doppio e a dicembre si trova al 292º posto.

### 2025: un titolo Challenger 125, una finale Challenger 175 e 128º nel ranking
Il primo risultato importante del 2025 è la semifinale raggiunta in singolare a marzo al Challenger 125 della Tennis Napoli Cup, mentre continua a scendere nella classifica di doppio. Raggiunge la prima finale in carriera in un Challenger 175 all'Estoril Open, dopo aver superato le qualificazioni consegue la vittoria più prestigiosa da inizio carriera eliminando al secondo turno il nº 19 del mondo Félix Auger-Aliassime in due set, ha quindi la meglio sulla testa di serie nº 7 Nicolás Jarry e in semifinale su Aleksandar Vukic. Nell'incontro che assegna il titolo cede al nº 38 ATP Alex Michelsen per 5-7, 3-6 e a fine torneo rientra nella top 200. A giugno vince un altro Challenger 125 agli Internazionali Città di Perugia battendo in finale per 6-2, 6-4 Nerman Fatić ed eguaglia il proprio miglior ranking del settembre 2022 al 136º posto mondiale.  Sale al 128º dopo il secondo turno raggiunto al torneo ATP Swedish Open, dove cede in tre set al top 30 Tallon Griekspoor.

## Statistiche
Aggiornate al 21 luglio 2025

### Doppio

#### Vittorie (1)
| Legenda              |
| Grande Slam (0)      |
| ATP Finals (0)       |
| ATP Masters 1000 (0) |
| ATP Tour 500 (0)     |
| ATP Tour 250 (1)     |

| N. | Data         | Torneo                        | Superficie  | Compagno         | Avversari in finale             | Punteggio         |
| 1. | 4 marzo 2023 | Chile Open, Santiago del Cile | Terra rossa | Andrea Vavassori | Thiago Seyboth Wild Matias Soto | 6-4, 3-6, [12-10] |

### Tornei minori

#### Singolare

##### Vittorie (9)
| Legenda tornei minori |
| Challenger (4)        |
| ITF (5)               |

| N. | Data              | Torneo                                   | Superficie  | Avversario in finale | Punteggio        |
| 1. | 17 luglio 2016    | Italy F20, Casinalbo                     | Terra rossa | Davide Galoppini     | 6-4, 1-6, 6-4    |
| 2. | 24 luglio 2016    | Italy F21, Gubbio                        | Terra rossa | Federico Coria       | 7-5, 6-1         |
| 3. | 24 settembre 2017 | Italy F30, Santa Margherita di Pula      | Terra rossa | Andrea Basso         | 6-4, 6-3         |
| 4. | 15 ottobre 2017   | Italy F33, Santa Margherita di Pula      | Terra rossa | Corentin Moutet      | 7-5, 2-6, 6-3    |
| 5. | 17 marzo 2019     | M15 Porec, Parenzo                       | Terra rossa | Maxime Chazal        | 6-3, 5-7, 6-4    |
| 6. | 25 aprile 2021    | Roma Open I, Roma                        | Terra rossa | Hugo Gaston          | 3-6, 6-2, 6-1    |
| 7. | 29 maggio 2022    | Internazionali Città di Vicenza, Vicenza | Terra rossa | Andrea Collarini     | 6-1, 6-4         |
| 8. | 25 settembre 2023 | Bad Waltersdorf Open, Bad Waltersdorf    | Terra rossa | Dennis Novak         | 1-6, 7-6(5), 6-3 |
| 9. | 15 giugno 2025    | Internazionali Città di Perugia, Perugia | Terra rossa | Nerman Fatić         | 6-2, 6-4         |

#### Doppio

##### Vittorie (11)
| Legenda tornei minori |
| Challenger (7)        |
| ITF (4)               |

| N.  | Data              | Torneo                                               | Superficie  | Compagno               | Avversari in finale                | Punteggio            |
| 1.  | 11 ottobre 2015   | Italy F30, Santa Margherita di Pula                  | Terra rossa | Matteo Berrettini      | Filippo Baldi Gianluca Naso        | Ritiro               |
| 2.  | 1 maggio 2016     | Italy F8, Santa Margherita di Pula                   | Terra rossa | Francisco Bahamonde    | Samuel Bensoussan Viktor Durasovic | 6-4, 6-4             |
| 3.  | 9 luglio 2016     | Italy F19, Napoli                                    | Terra rossa | Filippo Baldi          | Eduardo Dischinger Juan Pablo Paz  | 5-7, 7-5, [10-2]     |
| 4.  | 24 settembre 2017 | Italy F30, Santa Margherita di Pula                  | Terra rossa | Federico Gaio          | Matthias Haim Jakob Sude           | 7-6(1), 6-1          |
| 5.  | 17 giugno 2018    | Città di Caltanissetta, Caltanissetta                | Terra rossa | Federico Gaio          | Blaž Rola Jiří Veselý              | 7-6(4), 7-6(5)       |
| 6.  | 24 giugno 2018    | Internazionali di Tennis Città dell'Aquila, L'Aquila | Terra rossa | Filippo Baldi          | Pedro Martínez Mark Vervoort       | 4-6, 6-3, [10-5]     |
| 7.  | 10 febbraio 2019  | Chennai Open Challenger, Chennai                     | Cemento     | Gianluca Mager         | Matt Reid Luke Saville             | 6-4, 7-6(7)          |
| 8.  | 23 giugno 2019    | Internazionali di Tennis Emilia Romagna, Parma       | Terra rossa | Laurynas Grigelis      | Ariel Behar Gonzalo Escobar        | 1-6, 6-3, [10-7]     |
| 9.  | 11 gennaio 2020   | Internationaux de Nouvelle-Calédonie, Nouméa         | Terra rossa | Mario Vilella Martínez | Luca Margaroli Andrea Vavassori    | 7-6(1), 3-6, [12-10] |
| 10. | 29 luglio 2023    | Internazionali di Tennis Verona, Verona              | Terra rossa | Federico Gaio          | Daniel Dutra da Silva Nick Hardt   | 7-6(6), 6-2          |
| 11. | 25 novembre 2023  | Copa Faulcombridge Open Ciudad de València, València | Terra rossa | Andrea Vavassori       | Daniel Rincon Oriol Roca Batalla   | 6-2, 6-4             |